# الزواج في سن المراهقة

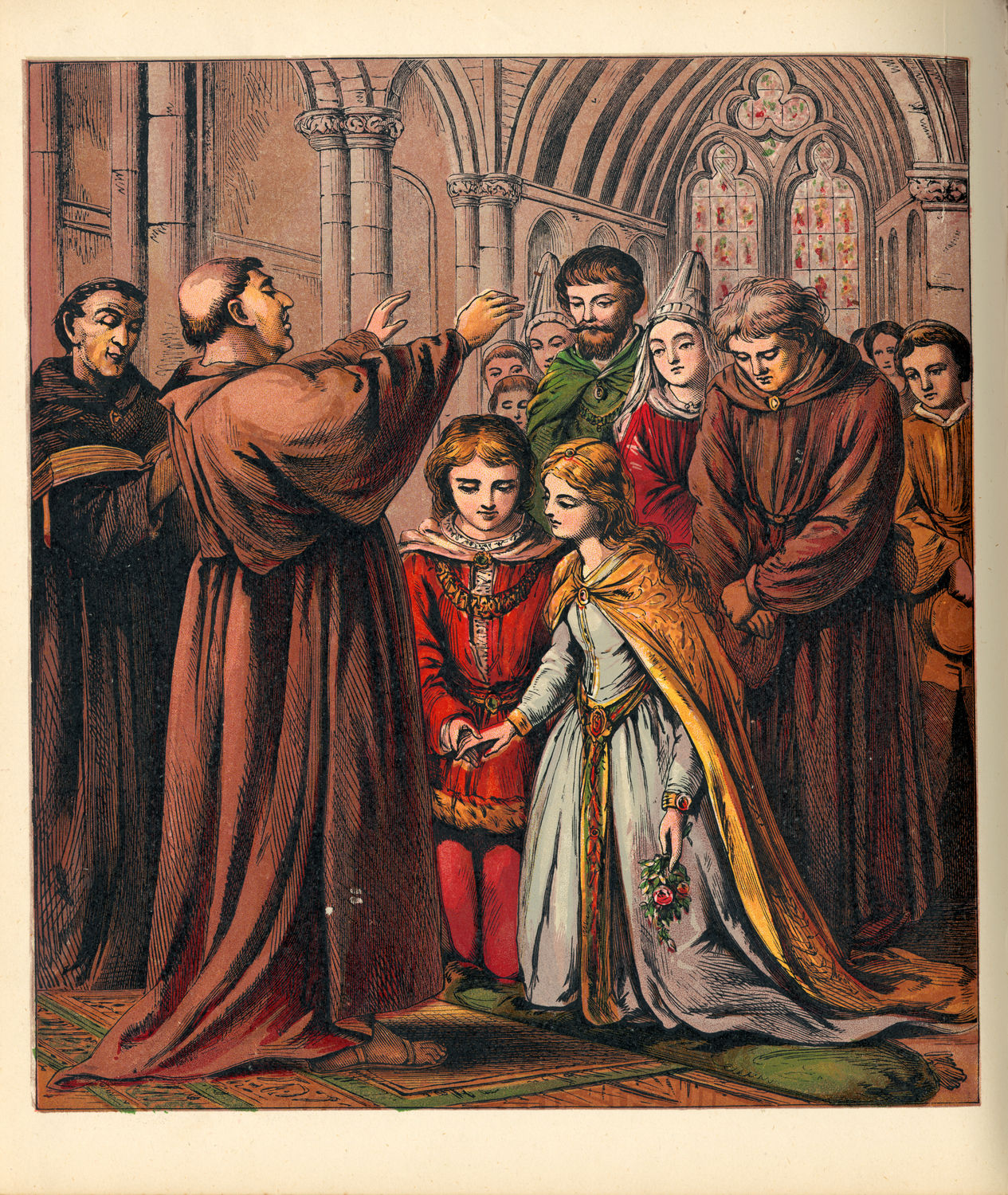

الزواج في سن المراهقة أو الزواج المبكر اتحاد بين شخصين، أحدهما أو كليهما من المراهقين من الفئة العمرية من 13_18 سنة. وتساهم العديد من العوامل على الزواج في سن المراهقة مثل الحب، والحمل في سن المراهقة، والدين، والأمن، والأسرة وضغط الأقران وأسباب اقتصادية وسياسية، والتقدم الاجتماعي، وأسباب ثقافية. وقد أظهرت الدراسات أن المتزوجين في سن المراهقة غالباً ما تكون أقل فائدة حيث تأتي غالباً من أسر مفككة، قد يكون لديها قدر ضئيل من التعليم والعمل بالمقارنة مع تلك التي سيتزوجها بعد المراهقة.

## آثار الزواج المبكر على النمو الجسدي، العاطفي والمعرفي
مصطلح النمو يعني ما يصيب الإنسان من تغيرات جسمانية ينجم عنها زيادة في طول ووزن وحجم الجسم، وكذلك التغيرات التي تحدث في سلوك الإنسان ومهاراته وخبراته، وما يطرأ على قدراته الانفعالية والاجتماعية والجنسية من تطور. وتتخذ هذه التغيرات مظهرين: الأول تكويني Constructive كنمو طول الجسم ووزنه وحجمه والذي يشمل جميع أعضاء الجسم الداخلية والخارجية بما فيها الأعضاء التناسلية، أما المظهر الثاني فهو المظهر الوظيفي Functional والذي يعني التغير والتطور في الوظائف التي تؤديها أعضاء الجسم وهي وظائف فسيولوجية وسيكولوجية وعقلية واجتماعية.
يشكل الزواج في سن المراهقة أحد أهم العوائق التي تعوق عملية النمو الطبيعي للإنسان جسدياً وعاطفياً ومعرفياً، وهو ما نحاول تحليله في هذا الفصل من البحث، وبيان آثاره السلبية على نمو الإنسان في مراحله اللاحقة.

### الآثار الضارة للزواج المبكر للأطفال
«زواج الأطفال يجعل الفتيات أكثر عرضة بشكل كبير للمخاطر الصحية الشديدة للحمل والولادة المبكرين– وكذلك بالنسبة لأطفالهن فيكونون أكثر عرضة للمضاعفات المرتبطة بالمخاض الباكر،» هكذا أنتوني ليك أبدى ملاحظته، وهو المدير التنفيذي لليونيسيف. وطبقاً للأمم المتحدة، فإن مضاعفات الحمل والولادة هي الأسباب الرئيسية للوفاة بين الفتيات اللاتي تتراوح أعمارهن بين 15-19 سنة في البلدان النامية. ومن بين 16 مليون مراهقة يلدن كل عام، فإن حوالي 90 في المئة منهن متزوجات بالفعل. وتقدر اليونيسف أن حوالي 50000 منهن يتعرضن للموت، وأكثرهن في البلدان المنخفضة الدخل والبلدان المتوسطة الدخل. ويكون الإملاص (المولود ميتاً) ووفيات الأطفال حديثي الولادة أعلى بمقدار 50 في المئة بين الأمهات تحت عمر 20 عاماً مقارنة بالنساء اللواتي حملن وهن في عمر العشرينات.

## اليوم الدولي الأول للفتاة
حلقة نقاش حول منع الزواج المبكر
اعتمدت الجمعية العامة للأمم المتحدة في 17 تشرين الثاني/ نوفمبر 2011 القرار (A/RES/66/170) الذي يعيّن يوم 11 تشرين الأول/ أكتوبر من كل عام بوصفه اليوم الدولي للفتاة. وقد اختِير منع الزواج المبكر ليكون موضوع اليوم الدولي الأول للفتاة. وتزيد على 30٪ نسبة اللاتي يُزوّجن من الفتيات دون سن 18 عاماً في البلدان النامية؛ منهن حوالي 15٪ ممن يُزوّجن دون سن 15 عاماً. والزواج المبكر من عوامل الخطر التي تسبب الحمل المبكر وتخلف آثارا سلبية على حصائل الصحة الإنجابية، ناهيك عن أنه يديم دورة تدني مستوى التعليم وأمد الفقر.وستقوم منظمة الصحة العالمية (المنظمة) وصندوق الأمم المتحدة للسكان والبعثة الدائمة لتمثيل مملكة هولندا في اليوم الدولي الأول للفتاة باستضافة حلقة نقاش مع بلدان ووكالات تابعة للأمم المتحدة وفئات من المجتمع المدني حول موضوع الزواج المبكر والعوامل التي تسهم في إتمامه وصحة الفتاة في ظله وتبعاته الاجتماعية والسبل الكفيلة بمنعه.